# Cessna 195
Die Cessna 190 und 195 sind einmotorige Leichtflugzeuge, die mit einem Sternmotor der Baureihen Continental R-670 bzw. Jacobs R755 angetrieben werden und zwischen 1945 und 1954 hergestellt wurden. Die Cessna 195 wurde auch als Businessliner bezeichnet, wobei jedoch die Kriterien für ein Geschäftsreiseflugzeug auch zur damaligen Zeit höher gewesen sein müssten.
Das Modell 195 wurde auch von der United States Air Force, der Air National Guard und der United States Army als Leichtes Transportflugzeug und Mehrzweckflugzeug unter der Bezeichnung LC-126 eingesetzt.

## Geschichte
Die Cessna 190 und 195 waren Cessnas einzige Nachkriegsflugzeuge, die von einem Sternmotor angetrieben wurden. Der erste Prototyp flog am 7. Dezember 1944, die Serienproduktion begann dann 1947.

## Konstruktion
Die 195 war das erste Flugzeug von Cessna, das vollständig aus Aluminium aufgebaut war und freitragende Tragflächen besaß, ähnlich der Cessna 165 aus der Vorkriegszeit, aus der sie weiterentwickelt wurde. Der Tragflächengrundriss weicht von dem der späteren Cessna-Leichtflugzeuge darin ab, dass er eine konstante Abnahme der Tragflächentiefe von der Tragflächenwurzel bis zur Spitze aufwies und die Flächen keine V-Stellung besaßen. Das verwendete Profil war ein NACA 2412, das auch bei der Cessna 150, 172 und 182 verwendet wurde.
Der Rumpf ist groß im Vergleich mit anderen Cessna-Modellen, da der Sternmotor mit einem Durchmesser von 1,07 m an der Rumpfspitze untergebracht werden musste. Die Besatzung und die Passagiere sitzen auf Einzelsitzen in der ersten Reihe und bis zu drei Passagiere auf der rückwärtigen Bank.
Die 190/195 hat ein einfaches Blattfeder-Fahrwerk.
Viele wurden mit einem schwenkbaren Fahrwerk für Landungen bei Seitenwind ausgerüstet, das einen Luvwinkel von bis zu 15 Grad erlaubt. Zwar vereinfachte das Seitenwind-Fahrwerk die Landungen, im Gegenzug verschlechterte sich jedoch das Handling am Boden.
Die 195 ist mit einer einziehbaren Trittstufe ausgerüstet, die ausfährt, sobald die Kabinentür geöffnet wird. Bei einigen Maschinen war diese Stufe jedoch fixiert.
Da das Flugzeug für den privaten Einsatz teuer in der Anschaffung und im Betrieb war, versuchte Cessna vorwiegend eine Vermarktung als Geschäftsreiseflugzeug unter dem Namen Businessliner zu erreichen. Die Motoren der 190 und 195 erlangten mit ihrem Öl-Verbrauch eine gewisse Berühmtheit. Der Öltank hatte ein Fassungsvermögen von 5 gal. (18,9 l), mit einem Minimumölstand von 2 gal. (7,6 l) während des Flugs. Der typische Ölverbrauch mit Stahl-Zylinderbuchsen betrug 2 quarts pro Stunde (1,9 l/h).
Eine herstellereigene Version als Schwimmerflugzeug war mit einem Dreifach-Leitwerk ausgerüstet, um die seitliche Flugstabilität zu erhöhen.

## Varianten

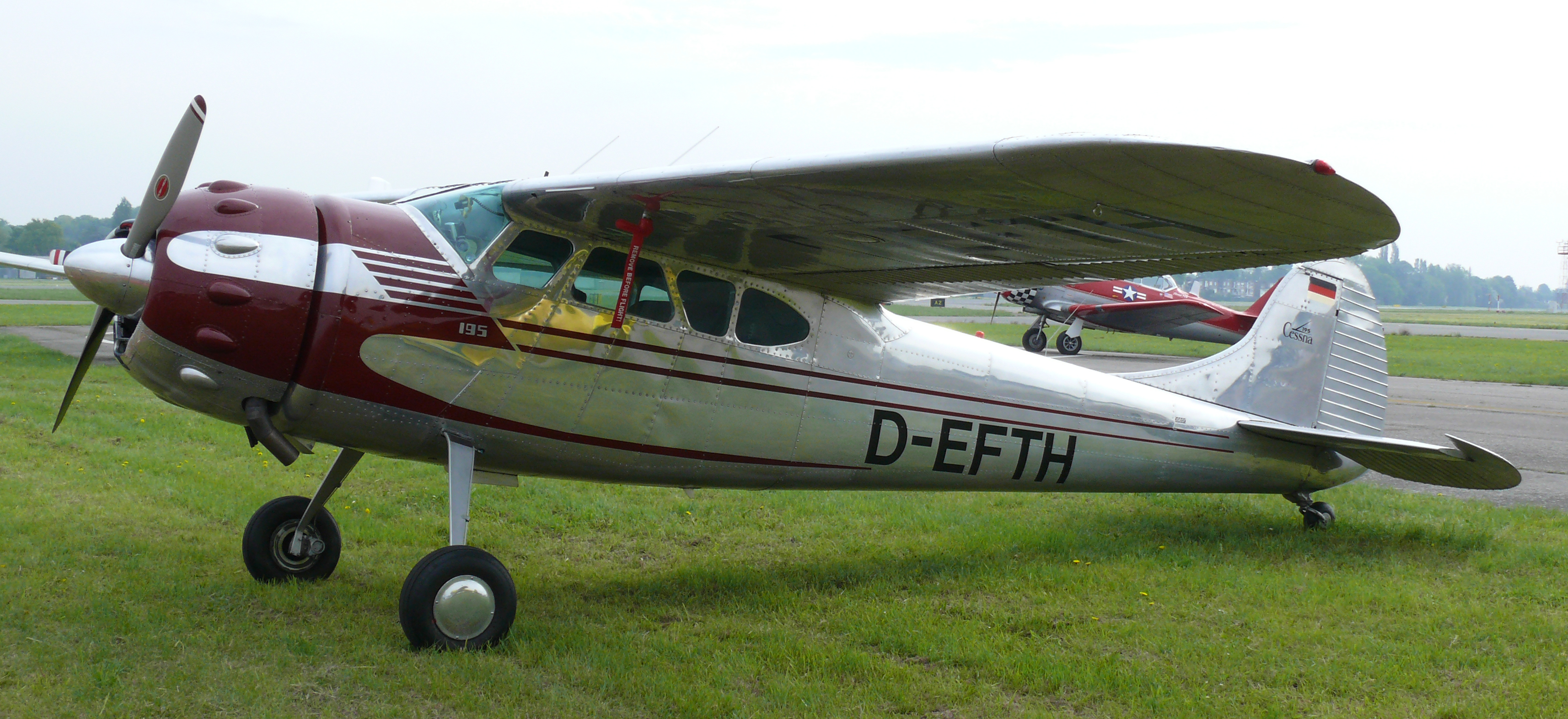
Cessna 195B

Die Modelle 190 und 195 unterschieden sich in den installierten Triebwerken:
| Modell | Triebwerk |
| ------ | --- |
| 190    | Continental W670-23 mit 180 kW (240 PS), Zulassung am 1. Juli 1947                                                                                  |
| 195    | Jacobs R755-A2 mit 225 kW (300 PS), Zulassung am 12. Juni 1947                                                                                      |
| 195A   | Jacobs L-4MB (R-755-9) mit 184 kW (245 PS), Zulassung am 6. Januar 1950.                                                                            |
| 195B   | Jacobs R-755B2 mit 206 kW (275 PS), Zulassung am 31. März 1952. Die Fläche der Landeklappen war gegenüber den früheren Modellen um 50 % vergrößert. |

LC-126

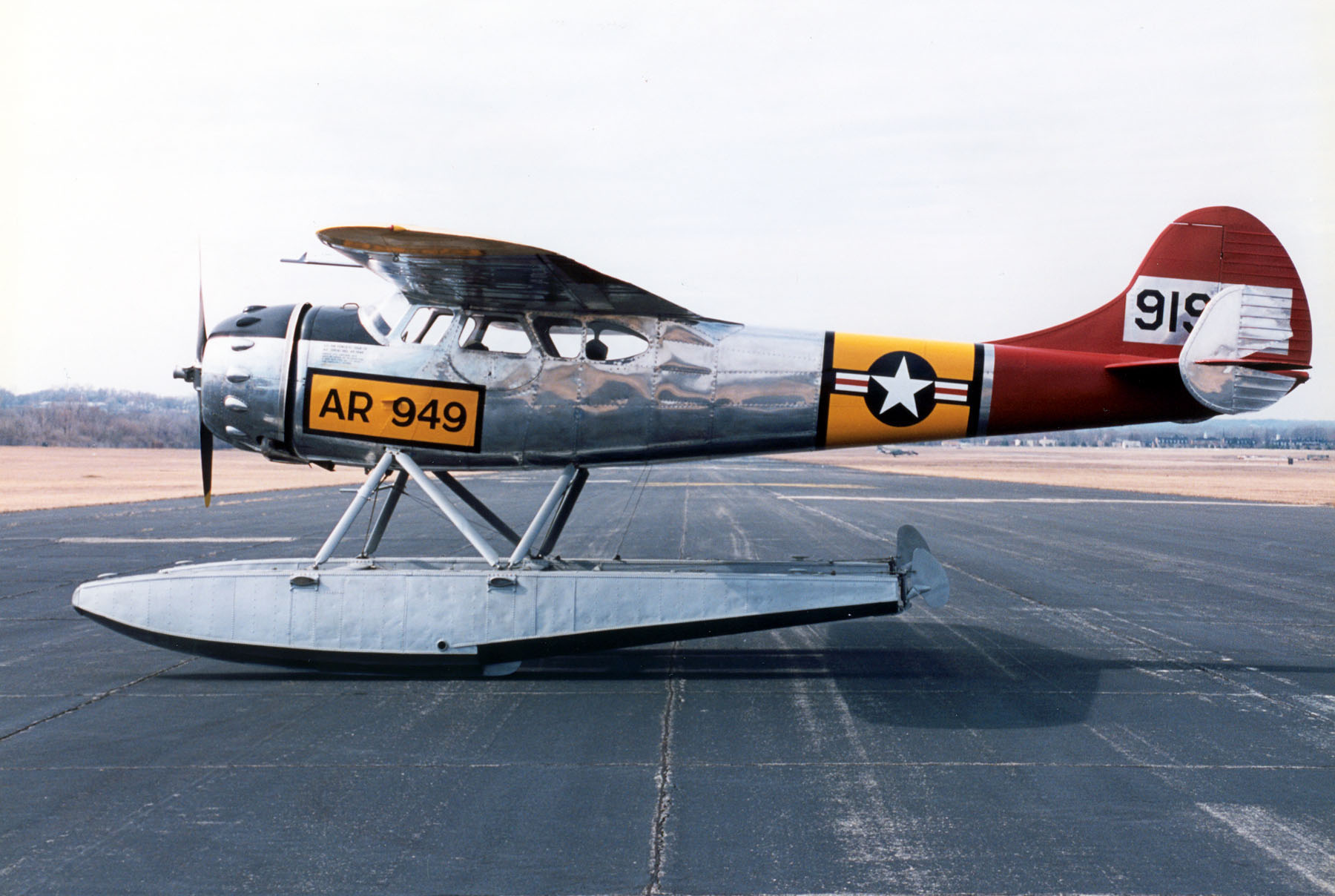
Cessna LC-126 mit Schwimmern

Die LC-126 war die militärische Version des 300-PS-Modells-195 und konnte mit einem Kufenfahrwerk für Landungen auf Schnee ausgestattet werden oder mit Schwimmern für Wasserlandungen. Solche Wasserflugzeuge besaßen eine Höchstgeschwindigkeit von 241 km/h, die Reisegeschwindigkeit lag bei 209 km/h; dabei konnten sie bis zu 956 km weit fliegen. Es wurden 83 LC-126 ausgeliefert: an die US-Luftwaffe 15, die Nationalgarde bekam 5 und das amerikanische Heer erhielt 63 Maschinen.
Nach der Ausmusterung aus dem aktiven Dienst wurde die Mehrzahl der LC-126 mit Hilfe eines Cessna-Bausatzes in zivile Maschinen zurückgerüstet und an private Interessenten verkauft.

## Produktion
Viele Maschinen sind auch derzeit noch im Einsatz. In den USA waren im August 2008 noch folgende Stückzahlen registriert:
- 108 Cessna 190
- 282 Cessna 195
- 157 Cessna 195A
- 136 Cessna 195B

Bei der Einführung 1947 wurde das Modell 190 für 12.750 US-Dollar verkauft. Bei Produktionsende musste man für die 195B 24.700 US-Dollar bezahlen. Als Vergleichszahl aus dieser Zeit möge der Preis von 3495 US-Dollar für die zweisitzige Cessna 140 dienen.

## Militärische Nutzer
Vereinigte Staaten
- Air National Guard
- United States Army
- United States Air Force

## Technische Daten
| Kenngröße             | Daten                                          |
| --------------------- | ---------------------------------------------- |
| Besatzung             | 1                                              |
| Passagiere            | 4                                              |
| Länge                 | 8,33 m (27 ft 4 in)                            |
| Spannweite            | 11,02 m (36 ft 2 in)                           |
| Höhe                  | 2,37 m (27 ft 2 in)                            |
| Profil                | NACA 2412                                      |
| Leermasse             | 930 kg (2050 lb)                               |
| Nutzlast              | 589 kg (1300 lb)                               |
| Startmasse            | 1519 kg (3350 lb)                              |
| Reisegeschwindigkeit  | 265 km/h                                       |
| Höchstgeschwindigkeit | 291 km/h                                       |
| Dienstgipfelhöhe      | 5582 m (18.300 ft)                             |
| Reichweite            | 1110 km (600 nm)                               |
| Triebwerk             | 1× Jacobs R-755-A2-Sternmotor, 225 kW (300 PS) |